# 三橋純
三橋 純（みつはし じゅん、1967年 - ）は、日本の芸術家、写真家。

## 経歴・人物
- 1967年生まれ。
- 1990年、博報堂フォトクリエイティブ
- 1995年、日本大学大学院芸術学部、博士課程満期退学
- 現在、横浜美術大学教授
- 所属：日本写真学会／日本映像学会／日本写真芸術学会

## 受賞歴
- 朝日広告賞1995年度展（準朝日広告賞）
- 読売ユーモア広告賞　入賞
- 日本大学芸術学部写真学科卒業制作「ECOLOGICIAN」　日本大学芸術学部賞
- GuardianGarden ビデオビエンナーレ　「東京バルラカ」　VTR作品入選
- 「テクノストレス」　APA　（日本広告写真家協会）　第1回ビエンナーレ入賞
- 読売ユーモア広告賞　入賞
- ダ・ビンチ（リクルート社）12月装丁大賞　ダ・ビンチ賞
- 日本写真芸術学会　第１回　奨励賞受賞

## 個展・団体展
- 写真展「NEVER LIGHT」個展　2000年02月 ～ 2000年03月
- 団体展　写真展1990年代の現代日本写真「FLASH」DUANAUJVAROS Budapest, HUNGARY
- 写真展「記憶の都市（まち）」Gallery Niepce , 東京 代官山
- 東京都写真美術館,せんだいメディアテーク,茨城県つくば博物館,福岡市博物館
- 文化庁メディア芸術祭協賛事業（横尾忠則・河口洋一郎・明和電機・三橋純・他）
- 「デジスタ展＠東京都写真美術館」2005年05月 ～ 2005年07月
- 東京都写真美術館　NHKデジスタ出展（山口勝弘・都築響一・ホンマタカシ・三橋純ほか）2005年06月 ～ 2005年06月
- 90人の写真家展　（森山大道、荒木経惟、細江英公、奈良原一高、港千尋、藤原新也、三橋純ほか）
- 「I am展 飯田かずな×三 橋 純」　2005年08月 ～ 2005年08月
- 東京都写真美術館　企画展
- 「メタヴィジュアル展」Meta-Visual-The Historyand the futurescape of visual media　2005年10月 ～ 2005年12月　CENTRE DES ARTS　Enghien-Les-Bains,FRANCE

（八谷和彦・明和電機・都築響一・福田美蘭・三橋純ほか）
- 「アジアパンパシフィックデザイン招待展」2006年02月 ～ 2006年02月　フィリピンマニラ・サントトマス大学
- 「Tokyo Noise」展　2006年06月 ～ 2006年06月　三田コンテンポラリーギャラリー
- 芸術メディア研究会　研究発表・展覧会　（山下耕,柴岡信一郎,河合明,三橋純ほか）
- 「ASIA DIGITAL DESIGN INTERNATIONAL CONFERENCE/EXHIBITON　2007」　2007年08月 ～ 2007年08月
- National Institute of Design in Ahmedabad　インドで開催される印・韓・日・フィリピンの合同展覧会